# Aeroportul Cat Lake
Aeroportul Cat Lake (IATA: YAC, ICAO: CYAC) este un aeroport din Ontario, Canada. Aeroportul a fost tranzitat în 2019 de 0 pasageri.
Situat la o altitudine de 410 m, aeroportul dispune de o singură pistă. Este operat de Government of Ontario⁠(d).